# Lex posterior
Lex posterior (lat. den seneste lov) er et juridisk retsanvendelsesprincip, hvorefter at en ny lovbestemmelse som udgangspunkt går forud for ældre lovgivning på området. Forudsætningen er dog, at den nye lovbestemmelse er på samme niveau som den ældre lov; da det i modsat fald vil være i strid med princippet om lex superior.
Med en hel sætning: Lex posterior derogat priori; altså seneste lov ophæver [den] ældre.
Reglen om lex posterior kan fraviges.